# Uca leptodactyla
Uca leptodactyla är en kräftdjursart som beskrevs av M. J. Rathbun 1898. Uca leptodactyla ingår i släktet vinkarkrabbor, och familjen Ocypodidae. Inga underarter finns listade i Catalogue of Life.